# Wilhelm Pucherna
Wilhelm Pucherna (22. května 1854 Jindřichův Hradec – 8. května 1936 Vídeň) byl rakousko-uherský generál českého původu. Jako absolvent Technické vojenské akademie získal titul inženýra, uplatnil se jako důstojník dělostřelectva a sloužil také u námořnictva. Za první světové války dosáhl hodnosti polního podmaršála a nakonec byl v letech 1917–1918 sekčním šéfem na ministerstvu války. 

## Životopis

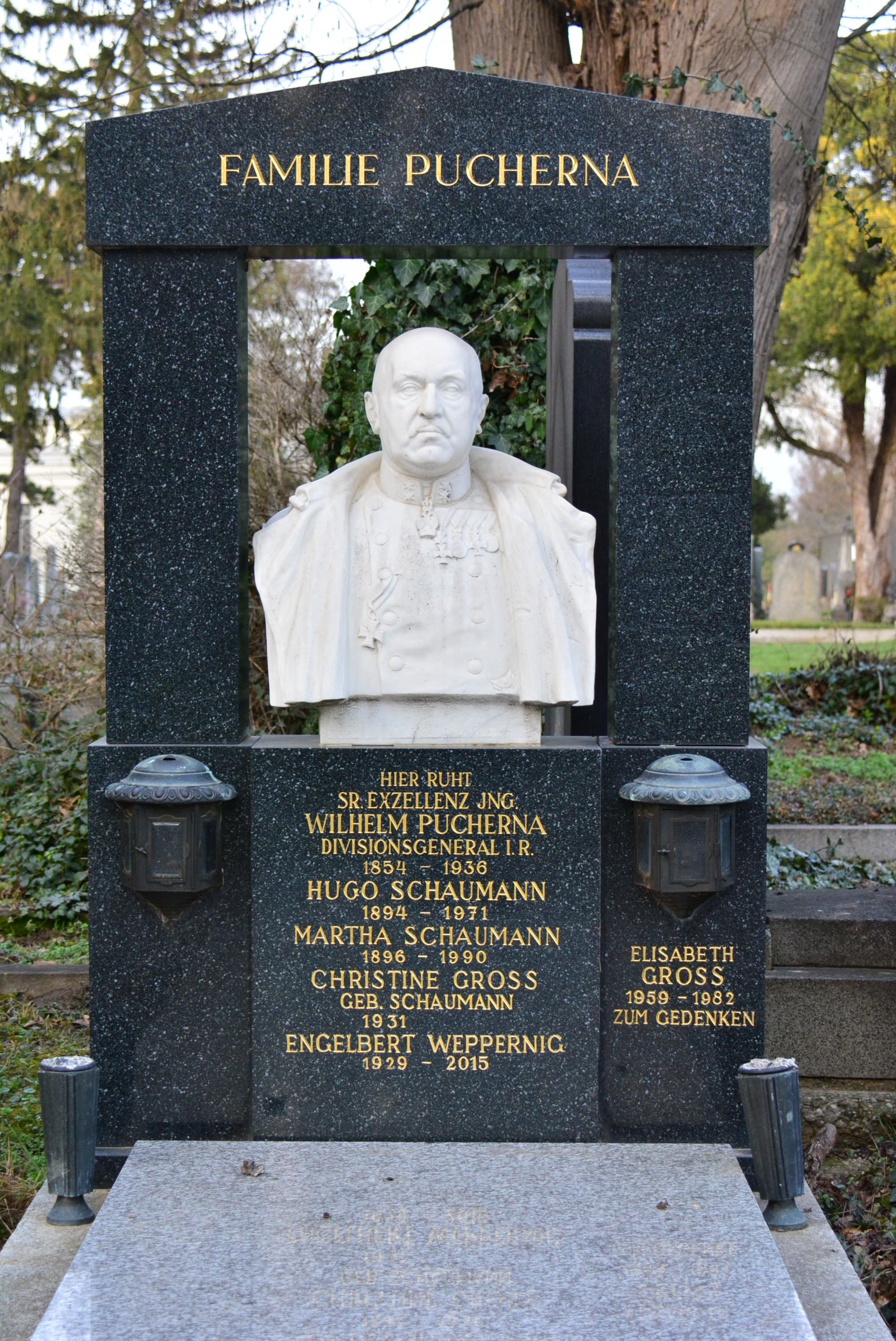
Hrobka Wilhelma Pucherny na Ústředním hřbitově ve Vídni

Pocházel z rodiny důstojníka, studoval na Technické vojenské akademii ve Vídni a v hodnosti poručíka byl v roce 1875 zařazen k 7. dělostřeleckému pluku. Jako dělostřelecký důstojník sloužil později u c. k. námořnictva v Pule a poté byl přidělen k Námořnímu technickému výboru. Od roku 1892 byl v hodnosti kapitána členem Vojenského technického výboru, poté velel baterii u 40. dělostřeleckého pluku v Linzi. V roce 1899 získal hodnost majora a sloužil u 6. dělostřeleckého pluku v Košicích. V roce 1904 byl povýšen na podplukovníka a v letech 1905–1907 byl velitelem 11. dělostřeleckého pluku v Budapešti. V roce 1907 dosáhl hodnosti plukovníka a od roku 1908 působil u dělostřeleckého arzenálu, jako ředitel vedl od roku 1910 státní továrnu na výrobu munice (Artilleriezeugsfabrik).
V roce 1912 byl povýšen na generálmajora a získal nově zřízenou funkci techního inspektora dělostřelectva (Inspektor der technischen Artillerie). Za první světové byl zodpovědný za zásobování municí na východní frontě. V roce 1915 získal hodnost polního podmaršála a v letech 1917–1918 byl sekčním šéfem na ministerstvu války. I v této funkci měl stále v kompetenci zásobování municí, v roce 1918 obdržel titul c. k. tajného rady s nárokem na oslovení Excelence. Po zániku monarchie byl v roce 1919 pověřen likvidací agendy ministerstva války. Poté žil v soukromí ve Vídni, je pohřben na vídeňském Ústředním hřbitově. 
Během vojenské služby obdržel několik vyznamenání. Byl nositelem Řádu železné koruny III. třídy a rytířem Leopoldova řádu, dále pak držitelem Vojenského záslužného kříže a Vojenské záslužné medaile. Za první světové války získal Řád železné koruny II. třídy s vojenskou dekorací (1916) a komandérský kříž Leopoldova řádu s vojenskou dekorací (1917).
Jeho starší bratr Eduard Pucherna (1845–1923) byl také generálem v rakousko-uherské armádě, svou kariéru završil jako polní zbrojmistr a velitel 6. armádního sboru v Košicích. 